# Pararistolochia mannii
Pararistolochia mannii är en piprankeväxtart som först beskrevs av Joseph Dalton Hooker, och fick sitt nu gällande namn av Ronald William John Keay. Pararistolochia mannii ingår i släktet Pararistolochia och familjen piprankeväxter. Inga underarter finns listade i Catalogue of Life.